# オーストリア大公

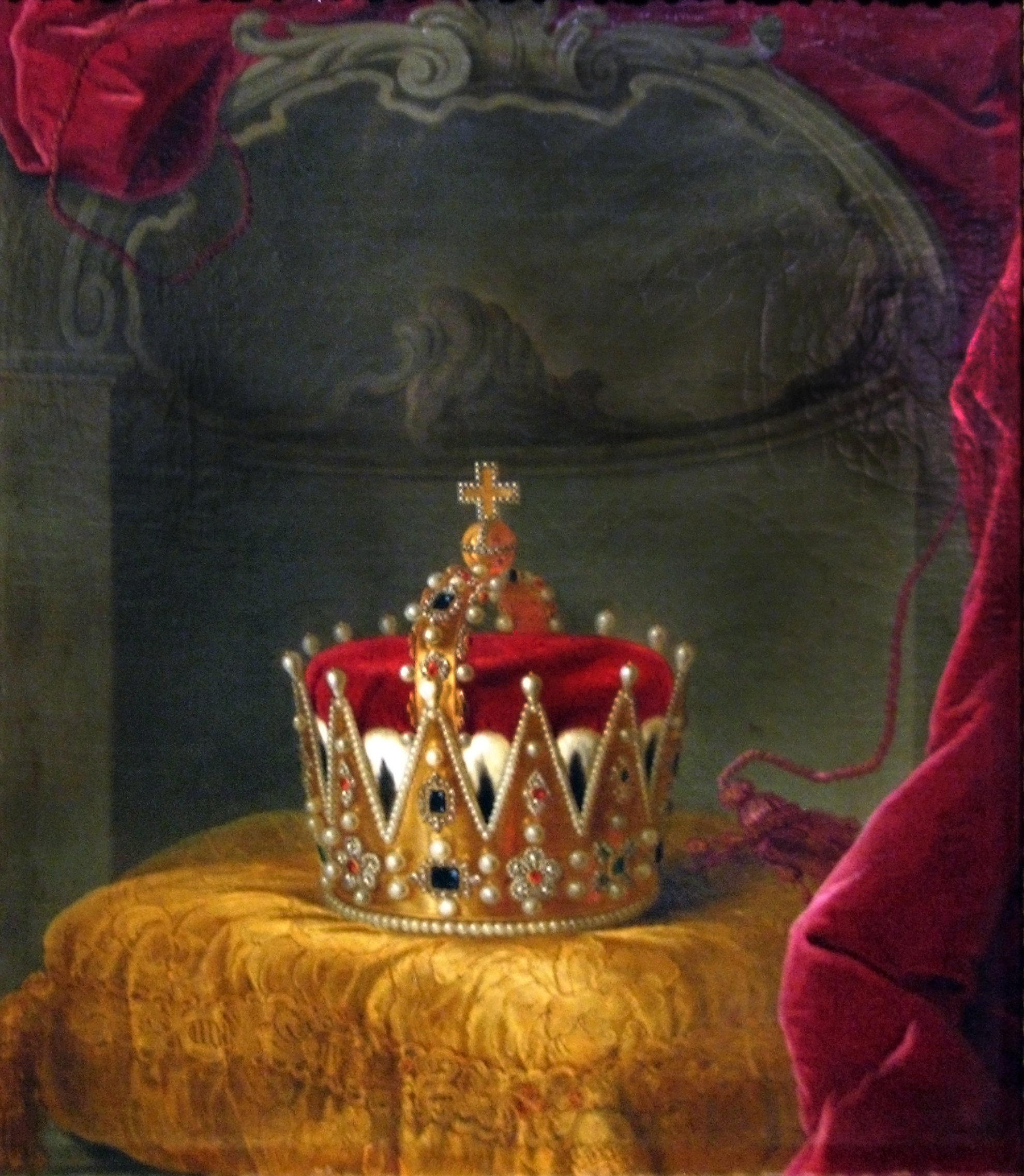
オーストリア大公冠

オーストリア大公（おーすとりあたいこう、ドイツ語: Erzherzog von Österreich　ラテン語: Archidux Austriae 英語: Archduke、Archduchess）は、ハプスブルク家（ハプスブルク＝ロートリンゲン家を含む）により用いられたオーストリア（オーストリア大公国）の領主としての称号。16世紀以降は君主以外の一族の成員も用いた。

## 概要
従前のオーストリア公（Herzog von Österreich）の「公」（Herzog）を、その長としての意味をもつ「大公」（Erzherzog）に格上げしたもの。ルドルフ4世の僭称に始まるとされ、カール4世の金印勅書で選帝侯位を認められなかったルドルフ4世が特別な地位を求めたためといわれる。後にハプスブルク家の神聖ローマ皇帝フリードリヒ3世の時代に、帝国法によって正式の称号として定められた。
ハプスブルク家では元来、兄弟で所領を分割あるいは共同統治の形で相続していたため、男子の成員はみな大公の称号を用いることになった。後に長子一括相続に改められたが、大公の称号はそのまま平等に用いられた。
後に、ハプスブルク＝ロートリンゲン家の分家であるオーストリア＝エステ家では、オーストリア＝エステ大公（Erzherzog von Österreich-Este）の称号も用いられた。